# Prétot-Sainte-Suzanne
Prétot-Sainte-Suzanne foi uma comuna francesa na região administrativa da Normandia, no departamento Mancha. Estendia-se por uma área de 11,69 km². Em 2010 a comuna tinha 315 habitantes (densidade: 26,9 hab./km²).
Em 1 de janeiro de 2016, passou a formar parte da nova comuna de Montsenelle.